# Meeting Hauts-de-France Pas-de-Calais
Meeting Hauts-de-France Pas-de-Calais (укр. Змагання О-де-Франс Па-де-Кале) — одноденне легкоатлетичне змагання в приміщенні, яке щорічно проводиться в лютому в Льєвені в «Arena Stade Couvert».
Організатором змагань виступає регіональна федерація легкої атлетики О-де-Франс (фр. Ligue Hauts-de-France d'Athlétisme).
Назва змагання відсилає до О-де-Франс, регіону країни, в якому розташований Льєвен, та Па-де-Кале, протоки між регіоном О-де-Франс з французької сторони та Великою Британією.
Змагання є найпрестижнішим легкоатлетичним змаганням у приміщенні, що проводиться у Франції, в якому беруть участь найсильніші легкоатлети світу.

## Історія
Змагання вперше було проведено у 1988.
На початку 1990-х мало назву «Memorial Raymond Dubois», у 1993 змінило назву на «St Yorre du Pas-de-Calais», в подальшому (до 1998) значилось в календарі змагань як «Meeting Vittel du Pas-de-Calais», а впродовж 1999—2006 — як «Meeting Gaz de France du Pas-de-Calais».
У 2007—2008 змагання не проводились у зв'язку з реконструкцією арени. Впродовж 2009—2012 оновлена споруда приймала змагання під назвою «Meeting Pas de Calais».
Змагання мали відбутись у 2013, проте були скасовані через проблеми з технічним станом арени та затримками у виконанні ремонтних робіт. Пауза у проведенні змагань тривала 6 років.
Починаючи з 2018 проведення змагання, яке отримало назву «Meeting de Liévin», було відновлено. Чинну назву змагання отримали наступного року.
До 2012 змагання входили до серії «IAAF Indoor Permit Meetings», частина яких з 2016 трансформувалась у Світовий легкоатлетичний тур у приміщенні.
Починаючи з 2020, змагання включено до етапів Світового легкоатлетичного туру в приміщенні, серії найбільш рейтингових змагань в приміщенні, які проводяться Світовою легкою атлетикою.

## Рекорди
У різні роки на змаганнях встановлювались світові рекорди та вищі світові досягнення в приміщенні.
| Рік  | Дисципліна                | Результат | Атлети                   | Примітки      | Відео            |
| ---- | ------------------------- | --------- | ------------------------ | ------------- | ---------------- |
| 2023 | 3000 метрів               | 7.23,81   | Ламеча Гірма (ETH)       | [ 11 ] [ 12 ] | Відео на YouTube |
| 2022 | 1500 метрів               | 3.30,60   | Якоб Інгебрігтсен (NOR)  | [ 13 ] [ 14 ] | Відео на YouTube |
| 2021 | 1500 метрів               | 3.53,09   | Гудаф Цегай (ETH)        | [ 15 ] [ 16 ] | Відео на YouTube |
| 2021 | 2000 метрів з перешкодами | 5.45,09   | Вінфред Яві (BHR)        |               |                  |
| 2005 | Стрибки з жердиною        | 4,89      | Олена Ісинбаєва (RUS)    | [ 17 ]        |                  |
| 2002 | Стрибки з жердиною        | 4,74      | Світлана Феофанова (RUS) | [ 18 ]        |                  |
| 1996 | 200 метрів                | 19,92     | Френкі Фредерікс (NAM)   | [ 19 ]        | Відео на YouTube |
| 1995 | 200 метрів                | 20,25     | Лінфорд Крісті (GBR)     | [ 1 ]         |                  |
| 1994 | Потрійний стрибок         | 14,90     | Інна Ласовська (RUS)     | [ 1 ]         |                  |
| 1993 | Стрибки з жердиною        | 6,14      | Сергій Бубка (UKR)       | [ 20 ]        |                  |
| 1993 | 200 метрів                | 21,87     | Мерлін Отті (JAM)        | [ 20 ]        |                  |

## Результати
- 1988:
- 1989:
- 1990:
- 1991:
- 1992:
- 1993:
- 1994:
- 1995:
- 1996:
- 1997:
- 1998:
- 1999:
- 2000:
- 2001:
- 2002:
- 2003:
- 2004:
- 2005:
- 2006:
- 2007: не проводились
- 2008: не проводились
- 2009:
- 2010:
- 2011:[21]
- 2012:
- 2013: не проводились
- 2014: не проводились
- 2015: не проводились
- 2016: не проводились
- 2017: не проводились
- 2018:[22]
- 2019:[23]
- 2020:[24][25]
- 2021:[15][16]
- 2022:[13][14]
- 2023:[11][12]